# 鹤庆十大功劳
鹤庆十大功劳（学名：Mahonia bracteolata）为小檗科十大功劳属的植物，是中国的特有植物。分布于中国大陆的云南、四川等地，生长于海拔1,900米至2,500米的地区，常生于山坡灌丛中以及向阳山坡，目前尚未由人工引种栽培。